# 이글 항공
이글 항공(영어: Eagle Airways)은 뉴질랜드의 지역 항공사로 총 22개 노선을 취항하고 있었다. 본사는 뉴질랜드 넬슨에 위치해 있었으며 1969년에 설립되었다. 또한 운항 중단전 사용했던 허브 공항으로는 웰링턴 국제공항, 해밀턴 국제공항이 있었다. 2016년 8월 26일을 마지막으로 47년간의 운항을 마쳤다.

## 역사
1969년에 설립되어 비행 학교로 시작했으며 1973년 운항을 시작했다. 1976년과 1979년에 터보프롭 항공기를 도입했다. 1988년에 지역 항공사의 브랜드이자 에어뉴질랜드의 자회사인 에어 뉴질랜드 링크가 설립되어 사업에 참여했으며, 1991년에 에어뉴질랜드가 50%의 지분을 인수했다. 하지만 계속되는 적자와 경영난 문제로 2010년부터 노선을 축소시키고 항공기를 퇴역하기 시작했다. 그리고 2016년 8월 26일 마지막으로 모든 운항을 종료하고 보유 노선과 직원들은 에어 넬슨으로 합병하였다. 또한 모든 비치크라프트 1900D 항공기는 퇴역했다.

## 보유 기종
- 2016년 8월 26일 운항 중단 직전 이글 항공은 다음과 같은 기종을 보유하고 있었다.[1]

## 사진

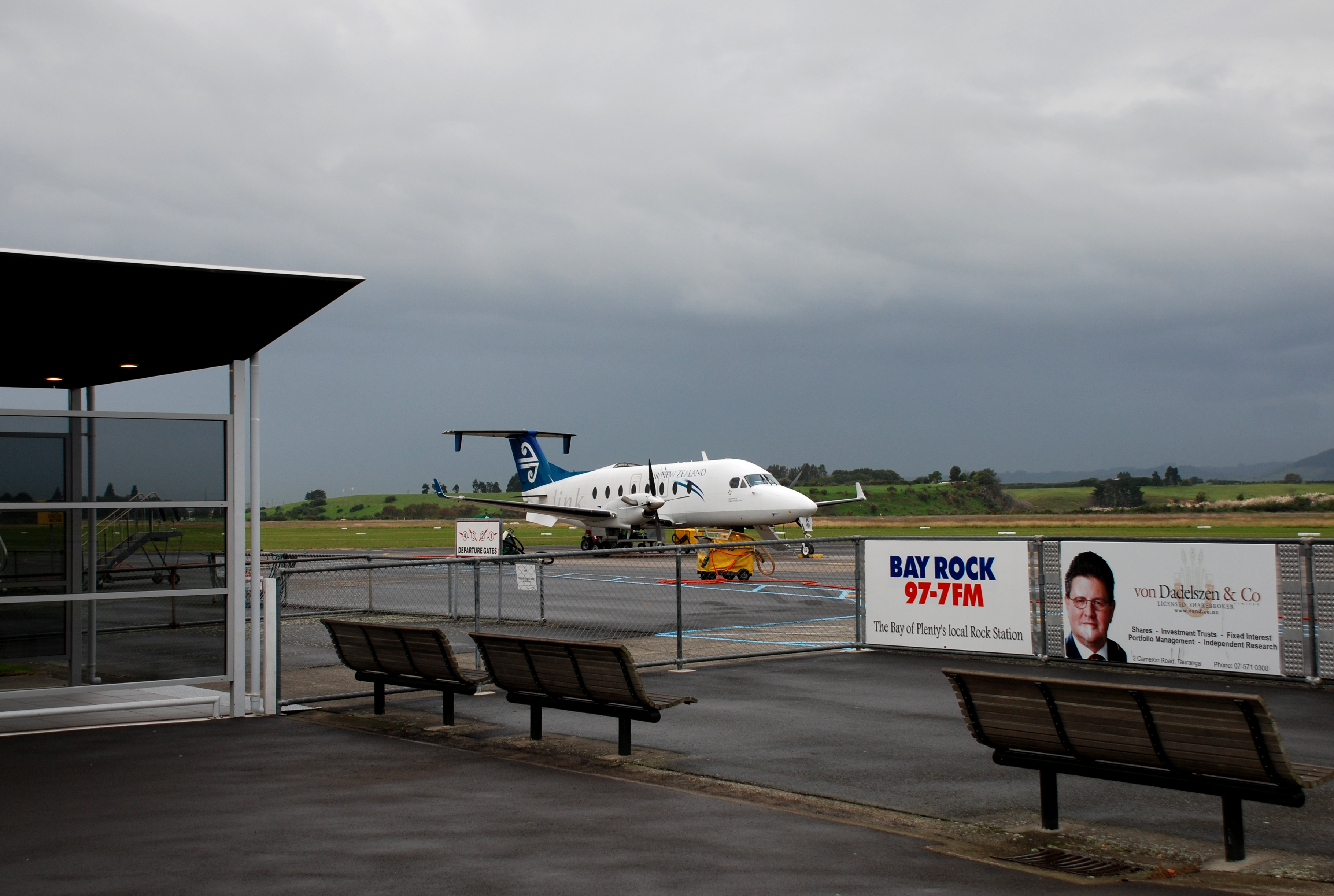
이글 항공 소속 레이시온 비치크라프트 1900D 항공기 (퇴역)
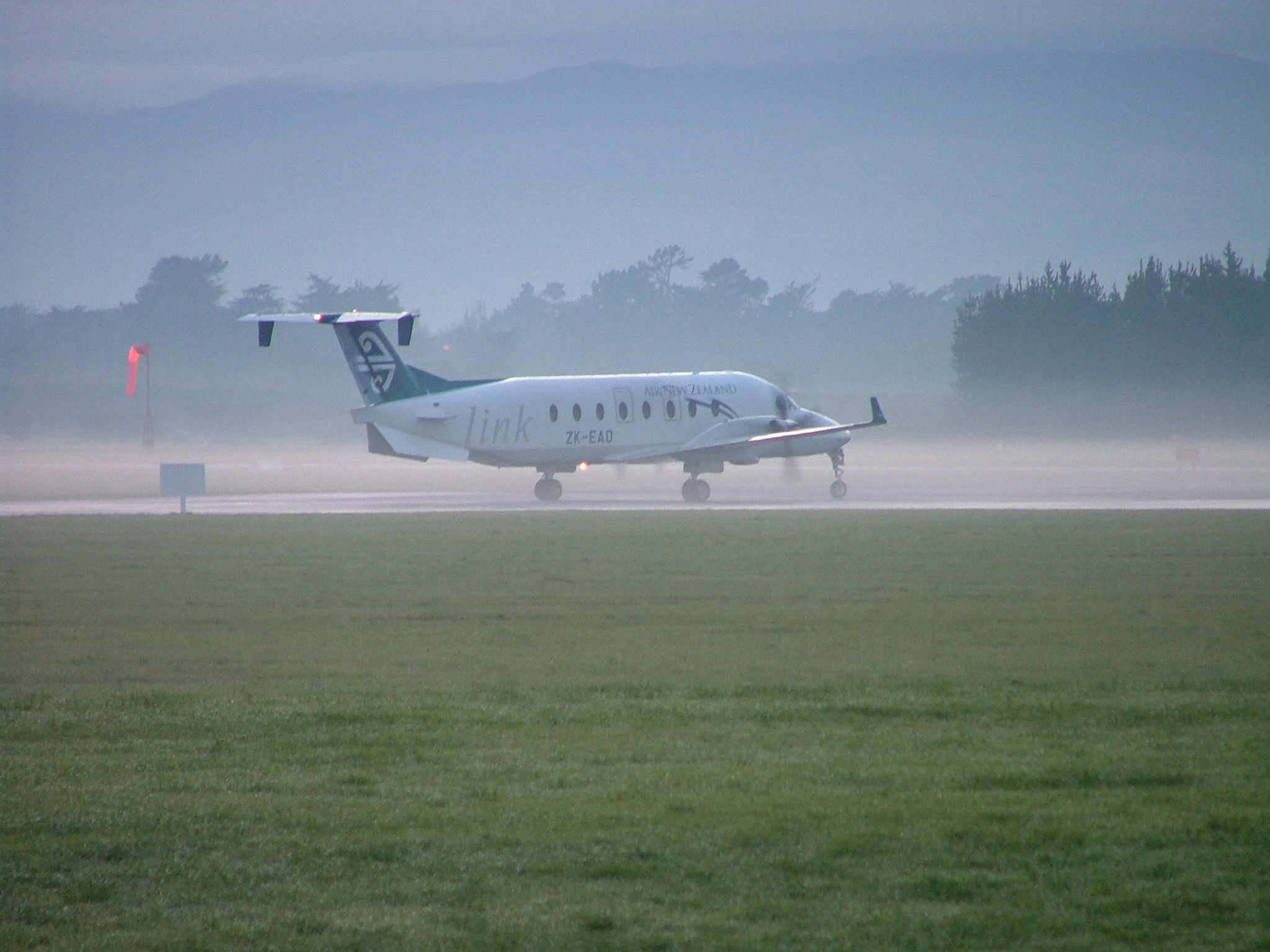
이글 항공 소속 레이시온 비치크라프트 1900D 항공기 (퇴역)
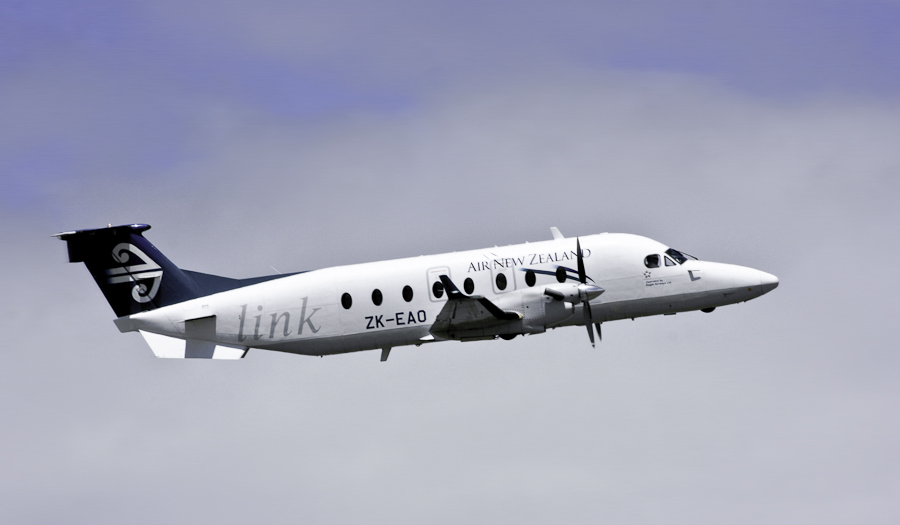
이글 항공 소속 레이시온 비치크라프트 1900D 항공기 (퇴역)